# Słoweński Związek Narciarski
Słoweński Związek Narciarski (słoweń. Smučarska zveza Slovenije) – słoweńskie stowarzyszenie kultury fizycznej pełniące rolę słoweńskiej federacji narodowej w biegach narciarskich, kombinacji norweskiej, narciarstwie alpejskim, narciarstwie dowolnym oraz skokach narciarskich.
Związek jest członkiem Międzynarodowej Federacji Narciarskiej (FIS). Do jego celów statutowych związku należy promowanie, organizowanie i rozwój narciarstwa w Słowenii m.in. poprzez szkolenia zawodników i instruktorów i organizację zawodów.
W 2023 odznaczony Orderem za Zasługi.